# Caldera Atka
La Caldera Atka è il più grande complesso vulcanico (circa 200 km³) delle Isole Aleutine centrali, situato sull'isola Atka che fa parte del sottogruppo delle isole Andreanof.
La struttura del vulcano è molto complessa in quanto è il risultato di sovrapposizioni vulcaniche e profonde erosioni avvenute nel tempo. Il  vulcano Atka era un antico cono (presumibilmente superava i 2.200 metri di altezza) circondato da numerosi coni satellite. L'esplosione che ha formato l'attuale caldera ha rimosso gran parte di questo vulcano e ha posto fine all'attività lasciando invece sviluppare i coni satellite.
Kliuchef e  Sarichef sono i maggiori coni vulcanici attualmente presenti nel complesso che si sono accresciuti ai bordi della caldera, ormai completamente ricoperta dai ghiacci.